# Super Kid
Super Kid o Super Child (슈퍼차일드, Syupeochaildeu, conocida en Latinoamérica como Super Kid: Los invencibles) es una película animada surcoreana estrenada en los cines en 1994 que cuenta cómo un grupo de chicos con súper poderes, "Los Súper Kids" o de modo más informal: "El grupo de Gokdari", defienden el planeta Tierra de los criminales intergalácticos a cambio de cuantiosas recompensas. Producida por UM Productions, fue lanzada un año después para vídeo casero en formato VHS.

## Argumento
En el año 2023, un grupo de guerreros llamados los "Súper Kids" protegen a la tierra de los criminales intergalácticos. Eunjoo una reportera poco eficiente en su trabajo, recibe un día una llamada de su jefe para cubrir una primicia periodística acerca de estos. Los cuales se encuentran en ese momento luchando contra los bandidos; Wang Do Chi y Joe Bazooka. Estos tienen en cautiverio aun famoso científico. Decidida a cubrir la nota, se dirige al lugar de los hechos y revisa cautelosamente la biografía de los miembros. La computadora le proporciona información sobre el grupo, mientras se dirige a su encuentro.
En el lugar de los hechos, Wang do chi, es humillado por Gokdari durante la pelea. Y pierde sus dientes luego de que este le inserte su bastón dorado, haciéndolo crecer dentro de su cavidad bucal. Mientras que Joe Bazooka con apariencia Punk es despojado de su ropa.  Tras derrotarlos, Gokdari utiliza su bastón para encerrarlos dentro del mismo. Y pedir posteriormente una recompensa por su captura.
Una vez recibida su paga. El jefe de la policía junto al Capitán Cacuruse, proveniente del planeta delta, les asigna una nueva misión. Este les solicita capturar a Judowgi un monstruo espacial, temido por todos. Y conocido en la galaxia por su actitud violenta, quien se encuentra en el planeta Ligel. El equipo viaja entonces hasta ese lugar en su nave espacial con forma de mecha. En esta se infiltra Eunjoo, la reportera, con el objetivo de seguir cubriendo la noticia.
Cuando arriban al lugar, los chicos exploran sus alrededores conducidos por una alfombra mágica. De inmediato se encuentran a los habitantes nativos, quienes les narran la esclavitud en la que viven por culpa de Judowgi. El villano les exige, le entreguen cada dos días a un habitante para sacrificarlo y poder saciar su apetito.
El equipo decide trazar un plan, ofreciéndose Gokdari como carnada para atraparlo. Al mismo tiempo Eunjoo se alista para documentar toda la acción. Judowgi sale de su escondite y el plan corre en marcha. Sin embargo, este fracasa cuando los Super Kids son interceptados por un personaje vestido de samurái llamado: Maio que funge como  guardián protector haciéndoles frente, y derrotándolos. Judowgi aprovecha para secuestrar a la reportera y escapar del lugar.
Entonces le advierte a Gokdari que en realidad han sido engañados por Cacuruse, quien se hace pasar por el Capitán. Pues su objetivo real es que una vez hayan derrotado al villano, este se apoderaría de la fortuna del mismo. Señalándoles que primero deben derrotarlo a este. Antes de hacer nuevamente frente a Judowgi. Gokdari y Rockpile viajan al planeta Delta, mientras que Big Boy y Samachi permanecen en Ligel. Mientras tanto, en Delta el Capitán revela su verdadera identidad al jefe policía. Y cuando está a punto de eliminarlo, Gokdari aparece a tiempo para rescatarlo. Por lo que Cacuruse muestra su forma original a los chicos, convirtiéndose en un monstruo. Comenzando así, una batalla entre los tres. Rockpile destruye sus dientes con una de sus técnicas y Gokdari lo aturde mareándolo. 
Una vez en el piso el monstruo se percata de la presencia de dos hormigas cercanas a él y entra en pánico. Al darse cuenta de que este sufre de mirmecofobia Gokdari le pide que se rinda, a lo que accede soltándose en llanto. Para posteriormente capturarlo con el bastón dorado.
De regreso en Ligel, Big Boy y Samachi rescatan a Eunjoo de la cueva de Judowgi. Aprovechando que este se encuentra dormido. Sin embargo, se despierta golpeándolos y convirtiéndoles en prisioneros con sus zarcillos. Cuando este está a punto de darle el golpe final a Big Boy, aparece Gokdari con el resto de los Super Kids uniéndose a los chicos en la batalla. Los cuatro se enfrentan ahora al villano, y comienzan una persecución por todo el planeta. Judowgi sufre una metamorfosis y se convierte en un monstruo humanoide en forma de árbol. Capturando a los chicos y destruyendo el Bastón de Gokdari.
Entonces Maio reaparece en el campo de batalla y le dice a Judowgi que está cansado de servirle. Y que esta vez desea ayudar a los “Súper Kids” resaltando que Gokdari se parece a su hijo fallecido hacía muchos años atrás. Enfrentándose ahora al villano, empiezan una batalla. Durante la pelea Judowgi intenta estrangular a Maio, pese a ello, esta emplea una técnica y logra con una de sus manos extraerle un orbe rojizo de la boca. Aludiendo que este es su fuente de energía y que una vea destruido podrán acabar con él. Maio se eleva por los cielos y se dirige fuera del planeta, a sabiendas de que tendrá que sacrificarse. Una vez en el espacio exterior hace estallar la bola quedando su cuerpo inerte.
En la siguiente escena, el bastón dorado de Gokdari se materializa nuevamente y es empleado para acabar de una vez por todas con Judowgi. El villano ataca a Gokdari y se convierte en un gigante. Este le sigue los pasos y realiza la misma técnica. Poco después, ambos regresan a su forma original y ayudado por los Súper Kids, debilitan a Judowgi, siendo finalmente derrotado y posteriormente encerrado.
Una vez finalizada la pelea los chicos regresan a la tierra junto con la reportera, quien ha podido capturar la batalla en video y así tener una exclusiva para su noticiero. Ya en la sede de los “Súper Kids”, Su contadora del grupo señala que ha desaparecido el dinero de la recompensa. Por tanto, Saint Teol Teol, Big Boy y Samachi deciden investigar y encuentran a Gokdari siendo video grabado
por Eunjoo junto a los niños de la casa hogar: “El Orfanato del Ángel”.  Saint Teol le comenta que es un buen detalle hacer un donativo a la caridad, pero que debió haber guardado un poco para solventar los gastos del grupo. A lo que este les responde que lo único que deben hacer es atrapar a los criminales más buscados en un mes, para poder cubrir sus propios gastos y seguir ayudando a los más necesitados. Por último Saint Teol Teol, y los chicos se desmayan por la explicación dada por Gokdari.

## Antecedentes a la película
En 1945, tras el fin de la Segunda Guerra Mundial. El gobierno surcoreano creó una ley en la que prohibía la difusión de los medios japoneses, entre estos el anime y los mangas. Sin embargo, en los años 70 la industria del anime en corea del sur comenzó a surgir y aparecieron las primeras animaciones. Influenciadas fuertemente por el estilo japonés. Varias películas de animación se produjeron con el género mecha, tales como: “Robot Taekwon V”, muy similar a Mazinger Z. Y haciendo uso de la similitud de los personajes nipones sin su autorización. La prohibición de los mangas y el anime se levantó gradualmente entre los años 1998-2004.

## Producción de Súper kid
La producción de Súper Kid comenzó en 1991, dos años después del término de Dragon Ball. Sin embargo, su estreno ocurrió hasta 1994. En Estados Unidos fue doblada por la empresa Ocean Group y lanzada un año después. En México se dobló en el año 1996, y fue emitida a fines de la década de 1990 por Unicable y canal 5 de televisa. España y Brasil también tuvieron su respectivos doblajes.

## Errores de continuidad y comparación con Dragon Ball
La cinta es considerada una mezcla y copia deficiente de la franquicia Dragon Ball en su primera y segunda etapa (DBZ). Así como tener elementos de la serie Mazinger Z, y cartoons como Los cazafantasmas. Se le considera también una mala adaptación en cuanto a trama, coherencia y continuidad en su historia. Lo siguiente es un listado de ello:
- Se cree, que los protagonistas principales tienen gran similitud con los Guerreros Z:
  - Gokdari con Goku, incluida la similitud del nombre Gokdari con este. Su apariencia física, como su cabello, en su fase de Super Saiyajin y su Keikogi. También posee un bastón similar al báculo sagrado.
  - Eunjoo con Bulma.
  - Samachi con Piccolo.
  - Saint Teol Teol con Kame Sennin.
  - Big Boy con Yajiroje. Posee también un báculo que se estira y encoje, igual al de Goku.
  - CHAO con Yamcha, y la similitud del nombre con el personaje de Chaoz
- Durante la película el personaje de "Big Boy" cambia constantemente su apariencia física.
- Al menos la mitad de los Súper Kid, solo aparecen durante unos segundos durante todo el film.
- En todas las escenas de acción existe un error de continuidad, pues se aprecia a alguno de " los "Súper Kid" luchando contra su adversario por varios segundos, y cuando el protagonista o el villano reciben un golpe, desaparece alguno de la escena y continua el otro personaje en la lucha. También se puede apreciar durante la batallas que cuando esta se alargan, los presentes apenas hacen o dicen algo durante el desarrollo de la misma.
- El "Grupo de gokdari" viaja en un mecha muy parecido a "Afrodita A" de Mazinger Z.
- Algunos personajes llaman de distinta forma el nombre de los planetas en donde se desarrolla la trama. Posiblemente se deba a un error en la dirección del doblaje.
- La trama de Judowgi el antagonista, quien extorsiona a los habitantes del planeta AX-7, al pedirles sacrificar un habitante cada dos días. Es similar incluso escénicamente hablando cuando Goku se ofrece como carnada para hacer frente a Oolong.  Ocurriendo algo similar entre Judowgi y Gokdari.
- El Capitán Cacuruse en un principio parece er un androide con un brazo robótico, pero luego se transforma en un monstruo alienígena. Además, la personalidad del personaje cambia bruscamente. Mostrando primero a un villano, serio y calculador. Para luego hacerlo ver en su segunda forma como un antagonista que le teme a unos simples insectos.
- El jefe de la policía no vuelve aparecer en ninguna escena posterior, después de que Cacuruse intenta acabar con este.
- Cuando Maio se sacrifica para eliminar el orbe que le proporciona el poder a Judowgi. Por alguna razón este hecho no afecta en nada al mismo, ni al posterior desarrollo de la pelea. El argumento es similar a la saga de Garlic Jr. de Dragon ball Z, cuando Gohan destruye el Planeta Makyo.
- Al final de la trama, luego de que Judowgi eliminara el bastón dorado de Gokdari, casi al final de la batalla, este lo recupera sin ninguna explicación.

## Recepción tras su estreno
Se planeó una serie de anime de 52 capítulos, que seguirían las aventuras de Gokdari y los Súper Kids. Pero debido al rotundo fracaso de la película la idea fue desechada en su totalidad.
El film nunca ha sido reeditado en DVD ni Bluray. Ni se ha liberado tampoco material extra alguno.